# D.F.C. in het seizoen 1966/67
Het seizoen 1966/1967 was het 13e jaar in het bestaan van de Dordtse betaaldvoetbalclub D.F.C.. De club kwam uit in de Eerste divisie en eindigde daarin op de 11e plaats. Tevens deed de club mee aan het toernooi om de KNVB beker, hierin werd in de kwartfinale verloren van Ajax (0–1).

## Wedstrijdstatistieken

### Eerste divisie
|       | Alkmaar '54 | Blauw-Wit | FC Den Bosch/BVV | SC Cambuur | DHC '66 | SC Drente | Eindhoven | De Graafschap | Heracles | Holland Sport | N.E.C. | RBC   | RCH   | SVV   | Velox | Vitesse | Volendam | De Volewijckers | FC Zaanstreek |
| ----- | ----------- | --------- | ---------------- | ---------- | ------- | --------- | --------- | ------------- | -------- | ------------- | ------ | ----- | ----- | ----- | ----- | ------- | -------- | --------------- | ------------- |
| Thuis | 2 – 0       | 0 – 1     | 0 – 0            | 3 – 3      | 5 – 0   | 1 – 1     | 3 – 0     | 4 – 0         | 2 – 2    | 1 – 0         | 0 – 0  | 1 – 0 | 2 – 2 | 2 – 0 | 0 – 2 | 1 – 1   | 2 – 1    | 0 – 0           | 2 – 2         |
| Uit   | 1 – 3       | 2 – 0     | 4 – 1            | 3 – 1      | 0 – 3   | 1 – 1     | 1 – 1     | 0 – 2         | 3 – 0    | 3 – 1         | 2 – 0  | 4 – 2 | 2 – 1 | 2 – 2 | 3 – 5 | 2 – 4   | 5 – 2    | 0 – 2           | 3 – 1         |

### KNVB beker
| 1e ronde                                      | FC Zaanstreek | 0 – 1 (0 – 0) | D.F.C.                   |
| 2 april 1967 Plaats: Koog aan de Zaan De Koog |               |               | 90' Jan Klijnjan         |
| 2e ronde                                      | MVV           | 0 – 2 (0 – 0) | D.F.C.                   |
| 7 mei 1967 Plaats: Maastricht De Geusselt     |               |               | 47', 60' Piet Vrauwdeunt |
| Kwartfinale                                   | D.F.C.        | 0 – 1 (0 – 1) | Ajax                     |
| 18 mei 1967 Plaats: Dordrecht Krommedijk      |               |               | 23' Sjaak Swart          |

## Statistieken D.F.C. 1966/1967

### Eindstand D.F.C. in de Nederlandse Eerste divisie 1966 / 1967
| Stand | Gespeeld | Gewonnen | Gelijk | Verloren | Punten | Doelpunten voor | Doelpunten tegen |
| ----- | -------- | -------- | ------ | -------- | ------ | --------------- | ---------------- |
| 11e   | 38       | 14       | 12     | 12       | 40     | 63              | 56               |

### Topscorers
| #                    | Naam               | Goal |
| -------------------- | ------------------ | ---- |
| 1.                   | Jan Klijnjan       | 25   |
| 2.                   | Piet Vrauwdeunt    | 8    |
| 3.                   | John ten Oever     | 7    |
| 4.                   | Cock Luyten        | 6    |
| 5.                   | Wim de Kreek       | 5    |
| 6.                   | Ad Bakker          | 2    |
| 7.                   | Chris Bouman       | 1    |
| 7.                   | Gerard Bouwer      | 1    |
| 7.                   | Hein van Gastel    | 1    |
| 7.                   | Ab van 't Hoff     | 1    |
| 7.                   | Nico van Sliedregt | 1    |
| 7.                   | Jan van Sluijsdam  | 1    |
| 7.                   | Hans de Vos        | 1    |
| Onbekende doelpunten |                    |      |
| –                    | Onbekend           | 3    |
| Totaal               | Totaal             | 63   |

| #      | Naam            | Goal |
| ------ | --------------- | ---- |
| 1.     | Piet Vrauwdeunt | 2    |
| 2.     | Jan Klijnjan    | 1    |
| Totaal | Totaal          | 3    |

## Voetnoten
Alkmaar '54 ·
Blauw-Wit ·
Cambuur ·
FC Den Bosch/BVV ·
D.F.C. ·
DHC '66 ·
SC Drente ·
Eindhoven ·
De Graafschap ·
Heracles ·
Holland Sport ·
N.E.C. ·
RBC ·
RCH ·
SVV ·
Velox ·
Vitesse ·
Volendam ·
De Volewijckers ·
FC Zaanstreek